# 夏井大輔
夏井 大輔（なつい だいすけ、1988年10月27日 - ）は、日本のラグビー選手。

## プロフィール
- 秋田県出身。
- ポジションはフルバック(FB)。
- 身長 188cm、体重 90kg
- ニックネームはナツ、サマー。
- 7人制日本代表に選ばれており、U20日本代表に選ばれたことがある[1]。

## 略歴
7歳からラグビーを始めた。
2007年、秋田工業高校卒業後、関東学院大学に入る。
2011年、関東学院大学卒業後、東芝ブレイブルーパスに加入。
2013年、ラグビーワールドカップセブンズ2013の7人制日本代表に選ばれた。
2014年8月22日に行われたジャパンラグビートップリーグ第1節のパナソニック ワイルドナイツ戦に先発出場で公式戦初出場を果たす。 
2017年、東芝ブレイブルーパスを退団した。